# Liriomyza thesii
Liriomyza thesii este o specie de muște din genul Liriomyza, familia Agromyzidae, descrisă de Erich Martin Hering în anul 1924.
Este endemică în Germania. Conform Catalogue of Life specia Liriomyza thesii nu are subspecii cunoscute.